# La casa dei pulcini
Pour plus de détails, voir Fiche technique et Distribution.
La casa dei pulcini est un film italien réalisé par Mario Camerini, sorti en 1924.

## Fiche technique
- Titre : La casa dei pulcini
- Réalisation : Mario Camerini
- Scénario : Mario Camerini
- Pays de production : Royaume d'Italie
- Format : Noir et blanc - 1,33:1 - Film muet
- Date de sortie : 1924

## Distribution
- Diomira Jacobini : Lauretta
- Amleto Novelli : Conte Landi
- Franz Sala : Oncle
- Alex Bernard
- Felice Minotti